# Heterometra
Heterometra — рід морських лілій з родини Himerometridae ряду Comatulida.

## Поширення
Зустрічаються види цього роду в Індо-Тихоокеанському регіоні у припливній зоні на глибині до 111 м.

## Опис
Це досить великі морські лілії. Вони мають 10 або більше рук.

## Класифікація
Згідно з сайтом  World Register of Marine Species станом на 4 листопада 2014 року рід містить 26 видів:
- Heterometra affinis (Hartlaub, 1890)
- Heterometra africana (AH Clark, 1911)
- Heterometra amboinae (AH Clark, 1912)
- Heterometra astyanax AH Clark, 1941
- Heterometra ater (AH Clark, 1911)
- Heterometra bengalensis (Hartlaub, 1890)
- Heterometra compta AH Clark, 1909
- Heterometra crenulata (Carpenter, 1882)
- Heterometra delagoae (Gislén, 1938)
- Heterometra flora (AH Clark, 1913)
- Heterometra gravieri AH Clark, 1911
- Heterometra joubini AH Clark, 1911
- Heterometra madagascarensis (AH Clark, 1911)
- Heterometra nematodon (Hartlaub, 1890)
- Heterometra parilis (AH Clark, 1909)
- Heterometra philiberti (Müller, 1849)
- Heterometra producta (AH Clark, 1908)
- Heterometra propinqua (AH Clark, 1912)
- Heterometra pulchra AH Clark, 1912
- Heterometra quinduplicava (Carpenter, 1888)
- Heterometra reynaudi (Müller, 1846)
- Heterometra sarae AH Clark, 1941
- Heterometra savignii (Müller, 1841)
- Heterometra schlegelii (AH Clark, 1908)
- Heterometra singularis AH Clark, 1909
- Heterometra variipinna (Carpenter, 1882)